# Mae Hong Son (thị xã)
Mae Hong Son (tiếng Thái: แม่ฮ่องสอน) là một thị xã ở tây bắc Thái Lan, tỉnh lỵ tỉnh Mae Hong Son. Thị xã này nằm ở gần biên giới với Myanmar, dọc theo hai bờ sông Pai. Dân số năm 2005 của thị xã này là 6023 người.
Thị xã này nằm trên tambon Chong Kham của huyện Mường Mae Hong Son.
Sân bay Mae Hong Son nằm ở thị xã này.